# ビクトル・テラサス
ビクトル・テラサス（Víctor Terrazas、1983年2月11日 - ）は、メキシコのプロボクサー。ハリスコ州グアダラハラ出身。元WBC世界スーパーバンタム級王者。

## 来歴
2003年3月13日、プロデビュー(2回KO負け)。
2008年3月8日、エドガー・リオヴァーレと空位のFECARBOXフェザー級王座を賭け対戦。7回ボディショット一撃でダウンを奪うと、そのまま10カウントを聞かせKO勝ち。王座獲得に成功した。
2009年1月17日、カルロス・メデリンとFECARBOXフェザー級王座の初防衛戦が行われ、7回TKO勝ちで初防衛に成功した。
2009年6月27日、フィロメロ・ジャラミロとメキシコスーパーバンタム級暫定王座決定戦が行われ、初回にダウンを奪ってペースをつかむと、7回にダウンを追加し、そのままレフェリーストップを呼び込みTKO勝ちを収め、王座獲得に成功しその試合が評価されてWBC世界スーパーバンタム級ランキングにいきなり1位にランクインした。
2009年10月3日、返上したFECARBOXフェザー級王座への返り咲きを賭けてマルロン・アギラと対戦し、3-0の大差判定勝ちで王座返り咲きに成功した。
2010年4月23日、自身初の海外での試合。イギリス・ウェスト・ミッドランズにあるスカイドームにて、レンドール・ムンローと西岡利晃への挑戦権を賭けた試合が行われた。前半から終始テラサスペースだったが、6回ラビットパンチをもらって(この試合のレフェリーを務めたジョン・キーンは有効打と判断)ペースダウン。7回ダウンを奪われるとそのままレフェリーストップ。TKO負けを喫し西岡への挑戦権獲得ならず。
2011年11月19日、元WBA世界バンタム級暫定王者であるネオマール・セルメニョと李冽理が持つWBA世界スーパーバンタム級王座への挑戦権を賭けたサバイバルマッチになった。セルメニョは技巧で巧みに翻弄するもテラサスは力ずくで攻め込んだ。2-1の僅差判定勝ちで王座挑戦権を獲得に成功したが、李冽理が下田昭文に敗れて陥落したため挑戦することはできなかった。
2011年6月25日、フィデル・ビロリアとNABA北米スーパーバンタム級暫定王座決定戦が行われ、3回TKO勝ちで王座獲得に成功した。
2011年11月19日、元WBC・WBO世界バンタム級統一王者のフェルナンド・モンティエルとWBC世界スーパーバンタム級シルバー王座を賭けて対戦した。5回にダウンを奪うと有利にそのまま進めて3-0の僅差判定勝ち。王座獲得に成功すると同時に、WBC世界スーパーバンタム級3位にランクインした。
2012年4月14日、WBC世界スーパーバンタム級シルバー王座の初防衛とアブネル・マレスの持つWBC世界スーパーバンタム級王座への挑戦権を懸け、WBC世界同級5位ホセ・パルマと対戦し、4回KO勝ちを収めWBC世界スーパーバンタム級シルバー王座の初防衛とマレスへの挑戦権の獲得に成功、2年10か月振りにWBC世界スーパーバンタム級1位にランクインした。
2013年1月31日、マレスがテラサス戦よりもWBO世界スーパーバンタム級王者ノニト・ドネアとの対戦を優先させようとしたがWBCから許可が下りず、翌2月1日に予定されていたアブネル・マレス対ビクトル・テラサス戦の興行権の入札を前にWBC世界スーパーバンタム級王座を返上した為、テラサスが所持していた指名挑戦権が消滅した。　
2013年4月20日、メキシコシティにあるアレナ・シウダ・デ・メヒコにて、元WBA・WBC世界スーパーフライ級スーパー王者のクリスチャン・ミハレスと空位のWBC世界スーパーバンタム級王座を賭け対戦し、2-1（114-113、113-114、115-112）の判定勝ちで念願の王座獲得に成功した。
2013年5月31日、元IBF世界バンタム級王者レオ・サンタ・クルスとのWBC世界スーパーバンタム級タイトルマッチの興行権の入札で、テラサス陣営のザンファー・プロモーションズはサンタ・クルス陣営のゴールデンボーイ・プロモーションズに敗れ興行権獲得に失敗した。
2013年8月24日、カリフォルニア州ロサンゼルス郡カーソンのスタブハブ・センターにて元IBF世界バンタム級王者レオ・サンタ・クルスと初防衛戦を行うが、3回2分9秒TKO負けを喫し初防衛に失敗し王座から陥落した。

## 獲得タイトル
- FECARBOXフェザー級王座
- メキシコスーパーバンタム級暫定王座
- NABA北米スーパーバンタム級暫定王座
- WBC世界スーパーバンタム級シルバー王座
- WBC世界スーパーバンタム級王者（防衛0）